# Zagir Ismagilov
Zagir Garipovič Ismagilov (rusko Загир Гарипович Исмагилов; baškirsko Заһир Ғарип улы Исмәғилев), baškirski skladatelj in glasbeni pedagog, * 26. december [J.K. 8. januar] 1916, Sermenevo, Ruski imperij, † 30. maj 2003, Ufa, Baškortostan, Rusija.
Od leta 1943 je bil član Komunistične partije Sovjetske zveze, leta 1982 pa je prejel naslov Narodnega umetnika ZSSR. Po njem se imenuje umetniški center v Ufi. Bil je tudi prvi rektor in ustanovitelj Inštituta za umetnosti v Ufi.

## Življenjepis
Ismagilov se je rodil 26. decembra 1916 (8. januarja 1917) v vasi Verkhne-Sermenevo (danes Sermenevo, del Beloretskega območja Baškortostana, Rusija) očetu gozdarju. Imel je tri brate in sestro, ki je umrla leta 1921 zaradi tifusne mrzlice.
Šolal se je v baškirski sedemletni šoli v vasi Nijne-Sermenevo. Že od začetka svojega šolanja je Ismagilova zanimala ljudska glasba baškirskega ljudstva, učil pa se je igranja kuraja. Leta 1932 je nadaljeval šolanje na lesno-kemijski šoli v Inzerju. Po diplomi se je zaposlil, leta 1935 pa ga je Arslan Mubarjakov povabil v Baškirsko akademsko dramsko gledališče v Ufi, kjer je ob večerih igral kuraj. Podnevi je študiral v glasbenem studiju, ki so ga leta 1936 odprli v Ufi. Leta 1937 se je Ismagilov odpravil na študij v baškirski studio Moskovskega konservatorija.
Med 2. svetovno vojno je delal v Ufi, kjer je sodeloval na koncertih za frontne vojake in komponiral domoljubne pesmi. Po vojni je leta 1948 zaključil študij v studiu, ki je takrat postal del študija glasbene kompozicije na Moskovskem konservatoriju.
Leta 1958 je Ismagilov postal predsednik Zveze skladateljev Baškirske republike. Leta 1968 je bil ustanovitelj in prvi rektor Inštituta za umetnosti v Ufi, kjer je ostal do leta 1988. Od leta 1973 je poučeval kot izredni profesor, od leta 1977 pa kot redni profesor. Več let je bil namestnik Vrhovnega sovjeta Baškortostana, bil pa je tudi izvoljen za njegovega predsednika.
Ismagilova dela so bila izvedena v Rusiji, republikah nekdanje SZ, sicer pa tudi v Bolgariji, na Kitajskem, v Romuniji, Severni Koreji, Jugoslaviji in Etiopiji. Poleg tega so bila njegova dela posneta pri založbi Melodija, kjer so tudi izšla in so na voljo v arhivu Baškirskega radia in televizije.
Ismagilov je prispeval k razvoju nacionalne opere, komorne vokalne, koralne in instrumentalne glasbe v Sovjetski zvezi. Njegova dela izražajo ideološke teme dela v harmoniji, prijateljstvu in ljubezni ter odsevajo državljansko-domoljubni in nacionalni ustvarjalni ideal. Razvil je tradicijo klasične ruske glasbene kulture, njene zgodovine in glasbeno-dramskih konceptov. Njegovo delo obravnava narodno zgodovinsko temo z močnim vplivom baškirske dediščine. Njegova opera Salavat Julajev opisuje zgodbo o nacionalnem junaku, epska opera Ambasadorji Urala govori o pristopu Baškirjev k Rusiji, opera Kahym-Turea pa opisuje zgodbo o vojaškem poveljniku, ki je leta 1812 vodil Baškirje proti Napoleonu. Opera Akmulla temelji na življenju baškirskega pesnika in učitelja iz 19. stoletja. Njegova dela segajo od oper, kot sta Shaura in Waves Agideli pa do glasbenih komedij, kot sta Codasa in Almakaj.
Umrl je leta 2003 po dolgi bolezni.

## Nagrade in priznanja
- Nagrada Salavata Julajeva[3]
- Red Lenina[3]
- Red rdeče delavske zastave[3]
- Red simbola časti[3]
- Simbol prijateljstva

## Izbrana dela
- Salavat Julajev
- Shaura (opera)
- Ambasadorji Urala (opera)
- Kahym-Turya (opera)
- Agidel Waves (opera)
- Kodasa (glasbena komedija)
- Almakay (glasbena komedija)
- Singrau torna (balet)